# 西里伯斯柔毛鼠屬
西里伯斯柔毛鼠屬（学名：Eropeplus），哺乳綱、囓齒目、鼠科的一屬，而與西里伯斯柔毛鼠屬（西裏伯斯柔毛鼠）同科的動物尚有印度灌鼠屬（印度灌鼠）、線鼠屬（巨線鼠）、西里伯斯剛毛鼠屬（西裏伯斯剛毛鼠）、琉球鼠屬（琉球鼠）等之數種哺乳動物。

## 下属物种
本属包括以下物种：
- 西里伯斯柔毛鼠 Eropeplus canus Miller & Hollister, 1921